# Марко Зисо
Марко Зисо е български майстор-строител от Ранното Възраждане, представител на Брациговската архитектурно-строителна школа.

## Биография
Марко Зисо е роден около 1736 година в костурското село Омотско, тогава в Османската империя, днес Ливадотопи, Гърция. В 1791 година се изселва в Брацигово. Занимава се със строителство. Участва в построяването на моста на река Марица при Татар Пазарджик. В 1813 година заедно с майстор Петър Чомпъл построява църквата „Света Неделя“ в Батак. В 1818 година двамата построяват църквата „Свети Теодор Тирон“ в Радилово.